# Yuan Hua
Yuan Hua (袁华S; 16 aprile 1974) è un'ex judoka cinese.
Ha vinto la medaglia d'oro olimpica nel judo alle Olimpiadi 2000 svoltesi a Sydney, in particolare nella categoria oltre 78 kg femminile.
Nelle sue partecipazioni ai campionati mondiali di judo ha conquistato una medaglia d'oro (2001), una d'argento (1999) e una di bronzo (1997) in diverse categorie.
Tra le altre vittorie, ha ottenuto la medaglia d'oro ai giochi asiatici 1998 nella categoria +78 kg.